# Lachnocnema divergens
Lachnocnema divergens är en fjärilsart som beskrevs av M.Gaede 1915. Lachnocnema divergens ingår i släktet Lachnocnema och familjen juvelvingar. Inga underarter finns listade i Catalogue of Life.